# Myrtus

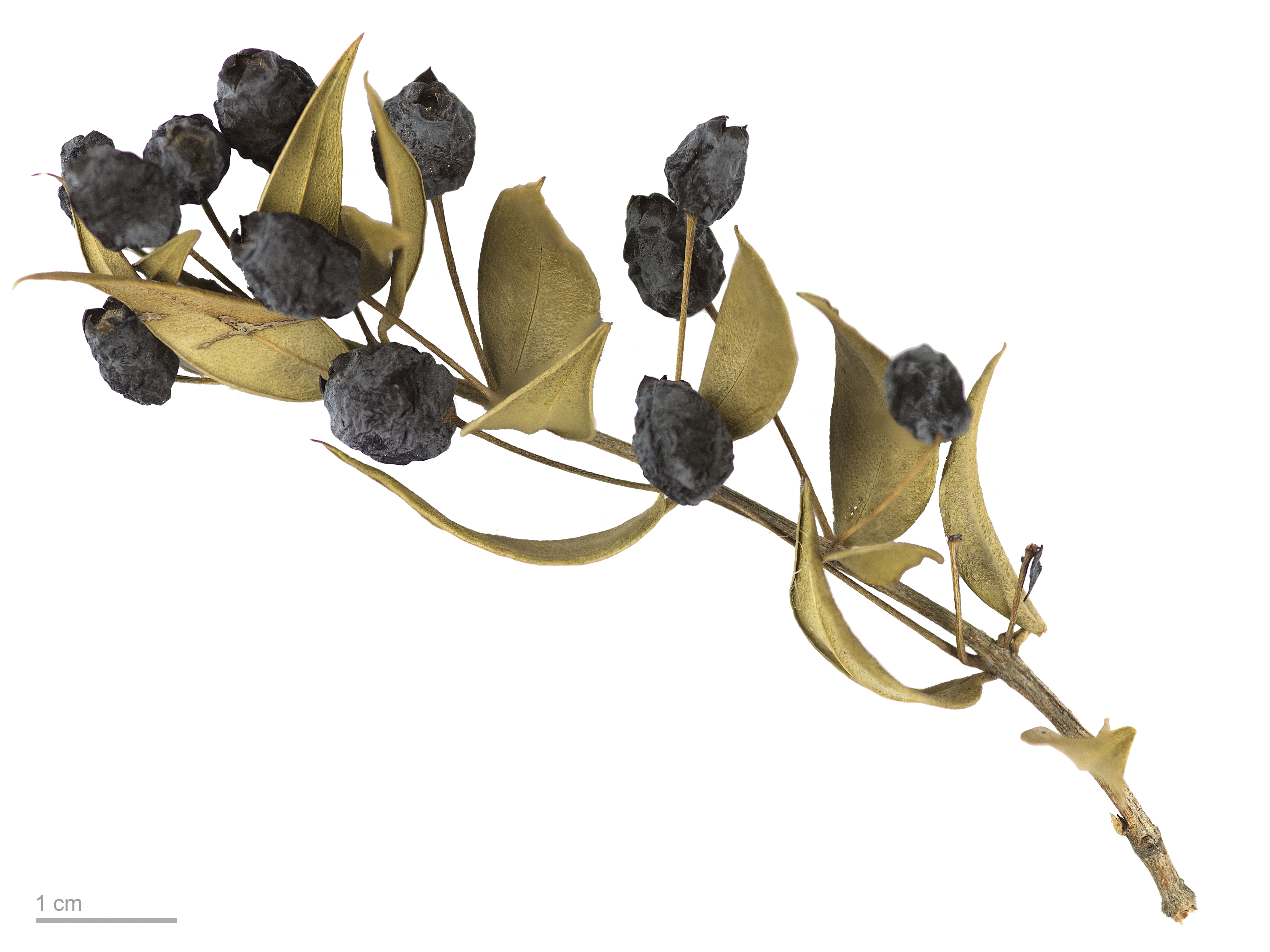
Myrtus communis - MHNT

Myrtus (hương đào) là một chi thực vật có hoa trong họ Đào kim nương, được Linnaeus mô tả năm 1753.
Chi này có hai loài được công nhận:
- Myrtus communis bản địa vùng Địa Trung Hải ở nam châu Âu.
- Myrtus nivellei bản địa Bắc Phi.